# Hyloxalus fuliginosus
Hyloxalus fuliginosus es una especie de anfibio anuro de la familia Dendrobatidae.

## Distribución geográfica
Esta especie es endémica de la provincia de Napo en Ecuador. Habita entre los 1660 y 1910 metros sobre el nivel del mar en el lado amazónico de la Cordillera Oriental.
Especímenes de Colombia y Venezuela atribuidos a Hyloxalus fuliginosus pertenecen a otras especies.

## Descripción
Los machos miden de 23.6 a 24.3 mm y las hembras de 27.8 a 32.5 mm.

## Publicación original
- Jiménez de la Espada, 1870 : Faunae neotropicalis species quaedam nondum cognitae. Jornal de sciencias mathematicas, physicas e naturaes, Academia Real das Sciencas de Lisboa, vol. 3, p. 57-65[5]